# Entephria punctipes
Entephria punctipes là một loài bướm đêm thuộc họ Geometridae. Nó được tìm thấy ở extreme phía bắc của miền Cổ bắc và miền Tân bắcs.
Sải cánh dài 24–30 mm. Con trưởng thành bay từ tháng 6 đến tháng 7.
The larval foodplants are unknown.

## Hình ảnh

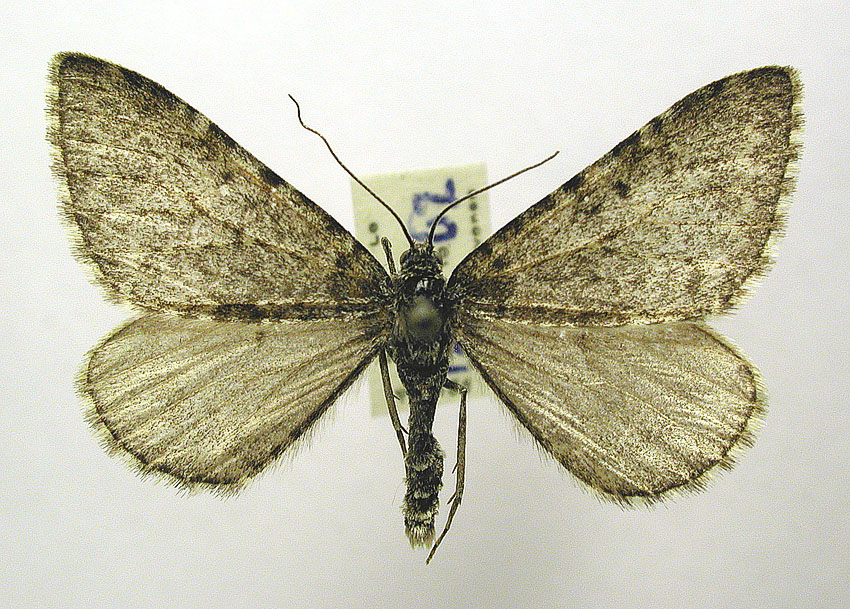